# Вайдаг чорний
Вайда́г чорний (Euplectes gierowii) — вид горобцеподібних птахів ткачикових (Ploceidae). Мешкає в Центральній і Східній Африці.

## Опис

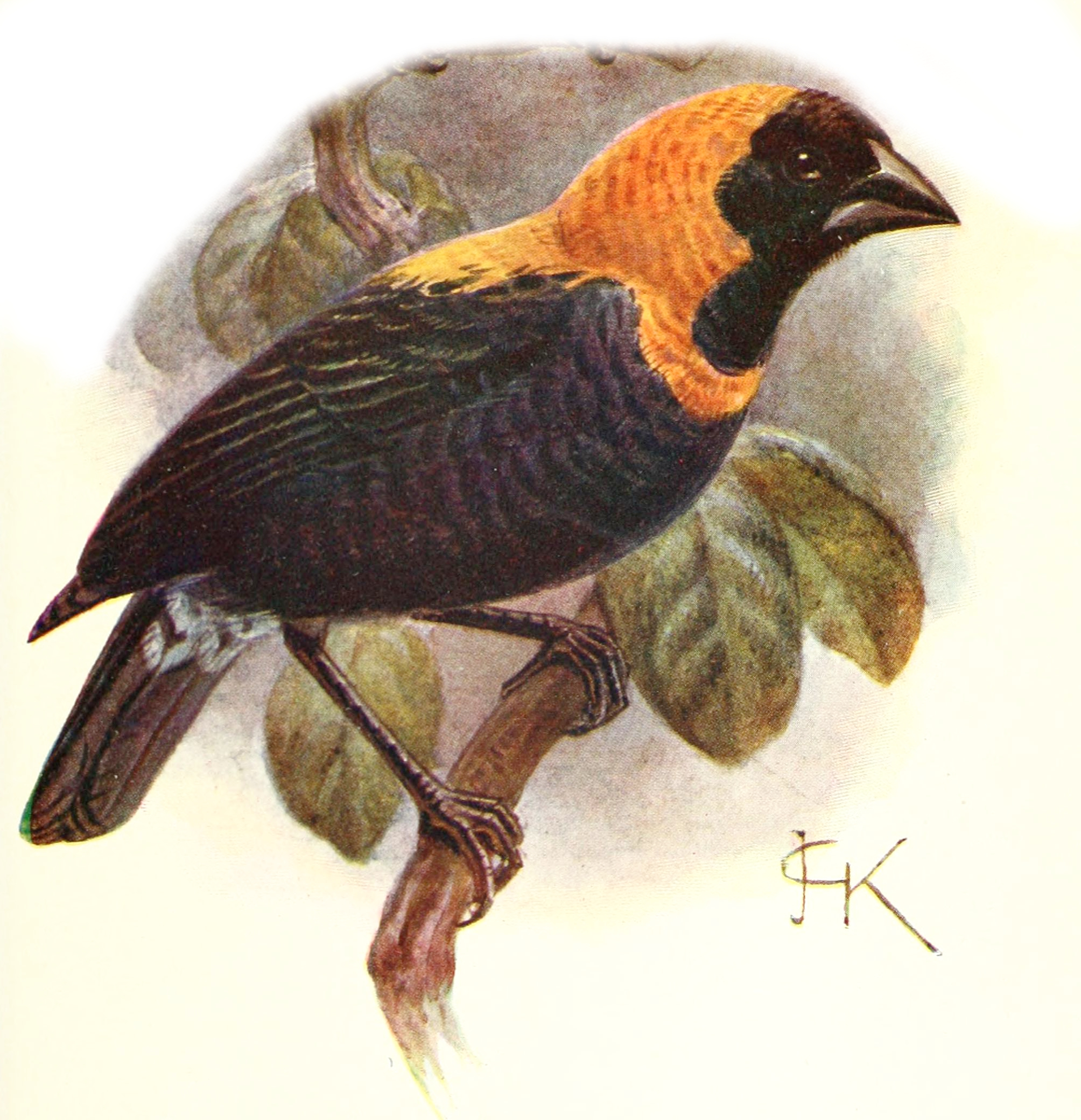
Самець чорного вайдага (підвид E. g. ansorgei)

Довжина птаха становить 14-16 см, вага 23-36 г. Самці під час сезону розмноження мають переважно чорне забарвлення. Тім'я, потилиця і задня частина шиї оранжево-червоні, на грудях оранжево-червоний "комір", верхня частина спини жовта. Дзьоб конічної форми, чорний, лапи коричневі. У самців номінативного підвиду горло чорне, у самців підвиду E. g. ansorgei червоне. У самців підвиду E. g. ansorgei верхня частина спини жовта або оранжево-жовта, у самців підвиду E. g. friederichseni вона червона. У самиць і самців під час негніздового періоду забарвлення переважно охристо-коричневе, верхня частина тіла поцяткована широкими чорними смугами, над очима жовтуваті "брови". Дзьоб зверху темний, знизу світлий.

## Підвиди
Виділяють три підвиди:
- E. g. ansorgei (Hartert, E, 1899) — від Камеруну до Південного Судану, Уганди і західної Кенії;
- E. g. friederichseni Fischer, GA & Reichenow, 1884 — південна Кенія і північна Танзанія;
- E. g. gierowii Cabanis, 1880 — південний захід ДР Конго і північний захід Анголи.

## Поширення і екологія
Чорні вайдаги мешкають в Камеруні, ЦАР, ДР Конго, Південному Судані, Ефіопії, Уганді, Кенії, Танзанії і Анголі. Вони живуть на вологих луках (зокрема на заплавних), в чагарникових і очеретяних заростях на берегах річок і озер, на болотах. Зустрічаються парами або зграйками, на висоті від 700 до 1600 м над рівнем моря. Іноді приєднуються до змішаних зграй птахів. Живляться насінням трав, мурахами і термітами. Чорним вайдагам притаманна полігінія, коли на одного самця припадає кілька самиць. Сезон розмноження в ДР Конго триває з травня по серпень, в Уганді з квітня по жовтень.